# Список томів манґи «Claymore»

Обкладинка першого тому манґи

Claymore (яп. クレイモア Куреімоа, укр. Клеймор) — популярна манґа в жанрі темного фентезі, написана та ілюстрована японським манґакою Яґою Норіхірою, яка розповідає про боротьбу напівлюдини-напівмонстра Клер з ворогами та власною темною суттю.
Манґа Клеймор вперше з'явилася в сьонен журналі Monthly Shonen Jump в травневому номері 2001 року. Після того, як в червні 2007 року журнал Monthly Shonen Jump був закритий, видавництво Shueisha перенесло видання цієї манґи в Weekly Shonen Jump. В листопаді 2007 року, після відкриття видавництвом Shueisha нового журналу Jump Square, публікація Клеймор була перенесена туди. Всього історія складається із 155 розділів.
Видавництвом Shueisha окремі епізоди публікуються в форматі танкобону. Перший танкобон вийшов 5 січня 2002 року. 4 грудня 2014 року вийшов останній 27 танкобон. Усі томи включають в себе по шість розділ манґи, крім першого, куди входить тільки чотири розділ та другого — п'ять розділ.
18 липня 2006 року на фестивалі San Diego Comic-Con International компанія Viz Media заявила, що отримала права на публікацію манґи Claymore на території Північної Америки. Перший розділ англійською вийшов 11 квітня 2006 року в журналі United States Shonen Jump видавництва Viz Media. Також видавництво Viz Media під лейбом Shonen Jump переклало манґу повністю і випускає її у форматі танкобону.
Манґа також публікується англійською мовою в Австралії та Новій Зеландії видавництвом Madman Entertainment вийшло 26 томів. В Іспанії та Франції манґа опубліковано видавництвом Glenat повністю. В Мексиці — видавництвом Grupo Editorial Vid. Вийшло 8 томів. В Італії — видавництвом Star Comics. В Німеччині — видавництвом Tokyopop Germany опубліковано повністю. В Росії — видавництвом Comix-ART. Китайською мовою публікується в Тайвані видавництвом Ever Glory Publishing Co., Ltd.. На липень 2014 року було випущено 25 томів.
Клеймор має популярність у Японії. Серія увійшла в список найпопулярніших манґ в Японії за квітень та травень 2008 року.

## Список томів манґи
| - 001. Срібноока вбивця 銀眼の惨殺者 - 002. Кігті в небі 天空の爪 - 003. Спогади відьми 魔女の記憶 - 004. Чорна карта 黒の書 | Назва тому - Срібноока вбивця 銀眼の惨殺者 |

| - 005. Пітьма в раю, Частина 1 まほろばの闇 Ⅰ - 006. Пітьма в раю, Частина 2 まほろばの闇 Ⅱ - 007. Пітьма в раю, Частина 3 まほろばの闇 Ⅲ - 008. Пітьма в раю, Частина 4 まほろばの闇 Ⅳ - 009. Пітьма в раю, Частина 5 まほろばの闇 Ⅴ | Назва тому - Пітьма в раю まほろばの闇 |

| - 010. Пітьма в раю, Частина 6 まほろばの闇 Ⅵ - 011. Пітьма в раю, Частина 7 まほろばの闇 Ⅶ - 012. Тереза Квола Посмішка, Частина 1 微笑のテレサ Ⅰ - 013. Тереза Квола Посмішка, Частина 2 微笑のテレサ Ⅱ - 014. Тереза Квола Посмішка, Частина 3 微笑のテレサ Ⅲ - 015. Тереза Квола Посмішка, Частина 4 微笑のテレサ Ⅳ | Назва тому - Тереза Квола Посмішка 微笑のテレサ |

| - 016. Тереза Квола Посмішка, Частина 5 微笑のテレサ Ⅴ - 017. Тереза Квола Посмішка, Частина 6 微笑のテレサ Ⅵ - 018. Засуджена до смерті, Частина 1 死者の烙印 Ⅰ - 019. Засуджена до смерті, Частина 2 死者の烙印 Ⅱ - 020. Засуджена до смерті, Частина 3 死者の烙印 Ⅲ - 021. Засуджена до смерті, Частина 4 死者の烙印 Ⅳ | Назва тому - Засуджена до смерті 死者の烙印 |

| - 022. Засуджена до смерті, Частина 5 死者の烙印 Ⅴ - 023. Засуджена до смерті, Частина 6 死者の烙印 Ⅵ - 024. Засуджена до смерті, Частина 7 死者の烙印 Ⅶ - 025. Мечниці, Частина 1 斬り裂く者たち Ⅰ - 026. Мечниці, Частина 2 斬り裂く者たち Ⅱ - 027. Мечниці, Частина 3 斬り裂く者たち Ⅲ | Назва тому - Мечниці 斬り裂く者たち |

| - 028. Мечниці, Частина 4 斬り裂く者たち Ⅳ - 029. Мечниці, Частина 5 斬り裂く者たち Ⅴ - 030. Мечниці, Частина 6 斬り裂く者たち Ⅵ - 031. Незліченні надгробки, Частина 1 果てなき墓標 Ⅰ - 032. Незліченні надгробки, Частина 2 果てなき墓標 Ⅱ - 033. Незліченні надгробки, Частина 3 果てなき墓標 Ⅲ | Назва тому - Незліченні надгробки 果てなき墓標 |

| - 034. Незліченні надгробки, Частина 4 果てなき墓標 Ⅳ - 035. Незліченні надгробки, Частина 5 果てなき墓標 Ⅴ - 036. Незліченні надгробки, Частина 6 果てなき墓標 Ⅵ - 037. Воля битися, Частина 1 闘う資格 Ⅰ - 038. Воля битися, Частина 2 闘う資格 Ⅱ - 039. Воля битися, Частина 3 闘う資格 Ⅲ | Назва тому - Воля битися 闘う資格 |

| - 040. Воля битися, Частина 4 闘う資格 Ⅳ - 041. Відьомська паща, Частина 1 魔女の顎門 Ⅰ - 042. Відьомська паща, Частина 2 魔女の顎門 Ⅱ - 043. Відьомська паща, Частина 3 魔女の顎門 Ⅲ - 044. Відьомська паща, Частина 4 魔女の顎門 Ⅳ - 045. Відьомська паща, Частина 5 魔女の顎門 Ⅴ | Назва тому - Відьомська паща 魔女の顎門 |

| - 046. Безодня тортур, Частина 1 深き淵の煉獄 Ⅰ - 047. Безодня тортур, Частина 2 深き淵の煉獄 Ⅱ - 048. Безодня тортур, Частина 3 深き淵の煉獄 Ⅲ - 049. Безодня тортур, Частина 4 深き淵の煉獄 Ⅳ - 050. Північна битва, Частина 1 北の戦乱 Ⅰ - 051. Північна битва, Частина 2 北の戦乱 Ⅱ | Назва тому - Безодня тортур 深き淵の煉獄 |

| - 052. Північна битва, Частина 3 北の戦乱 Ⅲ - 053. Північна битва, Частина 4 北の戦乱 Ⅳ - 054. Північна битва, Частина 5 北の戦乱 Ⅴ - 055. Північна битва, Частина 6 北の戦乱 Ⅵ - 056. Північна битва, Частина 7 北の戦乱 Ⅶ - 057. Напад на Пієту, Частина 1 ピエタ侵攻 Ⅰ | Назва тому - Північна битва 北の戦乱 |

| - 058. Напад на Пієту, Частина 2 ピエタ侵攻 Ⅱ - 059. Напад на Пієту, Частина 3 ピエタ侵攻 Ⅲ - 060. Напад на Пієту, Частина 4 ピエタ侵攻 Ⅳ - 061. Напад на Пієту, Частина 5 ピエタ侵攻 Ⅴ - 062. Родинний раю, Частина 1 楽園の血族 Ⅰ - 063. Родинний раю, Частина 2 楽園の血族 Ⅱ | Назва тому - Родинний раю 楽園の血族 |

| - 064. Родинний раю, Частина 3 楽園の血族 Ⅲ - 065. Душі полеглих в бою, Частина 1 魂と共に Ⅰ - 066. Душі полеглих в бою, Частина 2 魂と共に Ⅱ - 067. Душі полеглих в бою, Частина 3 魂と共に Ⅲ - 068. Зухвалий, Частина 1 抗しうる者 Ⅰ - 069. Зухвалий, Частина 2 抗しうる者 Ⅱ | Назва тому - Душі полеглих в бою 魂と共に |

| - 070. Зухвалий, Частина 3 抗しうる者 Ⅲ - 071. Зухвалий, Частина 4 抗しうる者 Ⅳ - 072. Зухвалий, Частина 5 抗しうる者 Ⅴ - 073. Дитяча зброя, Частина 1 幼き凶刃 Ⅰ - Додаткова глава 1. Честь воїна 戦士の矜持 - Додаткова глава 2. Привид та злий воїн 幻影と凶戦士 | Назва тому - Зухвалий 抗しうる者 |

| - 074. Жіноча молитва 淑女の祈り - 075. Червоний дощ 赤き雨 - 076. Понад всі чекання 思惑の果て - 077. Осада 共依存 - Додаткова глава 3. Несподівана зустріч на півночі 北の邂逅 - Додаткова глава 4. Залізна рішучість 錆なき覚悟 | Назва тому - Дитяча зброя 幼き凶刃 |

| - 078. Бунтівні воїни 叛逆の戦士達 - 079. Істини на сході 東の深意 - 080. Семирічний період 七年の星霜 - 081. Далека обіцянка 遥かな契り - 082. Нескінченний жах 醒めない悪夢 - 083. Шлях до зустрічі 再会の目途 | Назва тому - Історія Битви 戦いの履歴 |

| - 084. Посланець-спокусник 蠱惑の使者 - 085. Захищаючи братство 護るべき大義 - 086. Порушена заборона 侵された禁忌 - 087. Повернення руйнівників 殲滅者の帰還 - 088. Сліпі мисливці 盲目の狩人 - 089. Нездійсненна мрія 見果てぬ夢 | Назва тому - Привид землі 大地の鬼哭 |

| - 090. Хаотичний світ 秩序亡き世界 - 091. Ознаки пробудження 覚醒の胎動 - 092. Клеймо душі 魂の刻印 - 093. Апостол смерті 終焉の使徒 - 094. Клинок очищення 粛清の刃 - 095. Втілення руйнування 破壊の化身 | Назва тому - Пазурі пам'яті 記憶の爪牙 |

| - 096. Жадібний погляд 私欲の眼 - 097. Криваві сльози відчаю 窮余の紅涙 - 098. Різанина і ридання 慟哭の劈開 - 099. Жага плоті і крові 血肉への渇望 - 100. Зустріч найлютіших ворогів 仇敵邂逅 - 101. Бар'єр 楔 | Назва тому - Попіл Лотрека ﾛｰﾄﾚｸの灰燼 |

| - 102. Зійшовші демони 舞い降りた悪魔 - 103. Спогади Безодні 深淵の追憶 - 104. Відлуння скорботи 悲しみの残響 - 105. Куди призводить помста 復讐の行方 - 106. Напад фантома 幻影の奇襲 - 107. Фантом і ілюзія 幻影と幻覚 | Назва тому - Ілюзії в серці 幻影を胸に |

| - 108. Лихо в Священному місті 聖都の禍機 - 109. Зв'язки войовниць 戦士たちの絆 - 110. Запах, що залишився 残り香 - 111. Методи «крилатої» 羽根持ちの所以 - 112. Причина битися і вірний шлях 闘う理由と進むべき道 - 113. На вістрі повстання 反逆の矛先 | Назва тому - Залишки кігтя демона 魔爪の残滓 |

| - 114. Фантом починає бій 幻影の進撃 - 115. Могутній воїн 剛健なる男戦士 - 116. Три заборонених воїтельниці 禁断の三戦士 - 117. Походження прізвиська 異名の由縁 - 118. Відчаяна битва в Сутафе スタフの死闘 - 119. Причина ненависті 憎しみの因果 | Назва тому - Труп Відьма 魔女の屍 |

| - 120. Пробудження і безодня 覚醒と深淵 - 121. Ожилі трупи 死体はよみがえる - 122. Обрубані крила 翼は撥 - 123. Вишукані крила 翼のエレガンス - 124. Крила воїтельниці ウィングの戦士 - 125. Друга смерть 終わりによれば、 | Назва тому - Кігті та ікла Безодні 深淵の爪と牙 |

| - 126. Розставання і фінал 訣別と終焉 - 127. Слідом за безоднею 深淵の向かう先 - 128. Доля священного міста 聖都の存亡 - 129. Повернення воїтельниці 戦士の帰還 - 130. Останнє поле бою 最後の戰陣 - 131. Аванпост Священного міста 聖都の前哨 | Назва тому - Марк Воїна 戦士の刻印 |

| - 132. Блукачі 彷徨える者 - 133. Резонанс і об'єднання 共鳴と再会 - 134. Потойбічне військо 冥府の軍勢 - 135. Спогади під закритими століттями 瞼の記憶 - 136. Пам'ять вікив 蝕む悪意 - 137. Та ім'я йому … その者の名は? | Назва тому - Армія пекла 冥府の軍勢 |

| - 138. Справжнє обличчя あばかれたかお - 139. Винищення Священного міста 殲滅の聖都 - 140. Найчистіше оголений клинок 無垢なる白刃 - 141. Прагнучи в пітьму 闇への衝動 - 142. Чари 魔法 - 143. Залишені узи 遺された楔 | Назва тому - Меч із безодні やみわだの剣 |

| - 144. Довгоочікувана зустріч 時果ての再会 - 145. Ціна надії 希望の代価 - 146. Опора для слабких 弱者の糧 - 147. Зблиск меча 刹那の剣閃 - 148. Клинок здалеку 彼方からの刃 - 149. З безодні спогадів 追憶の淵より | Назва тому - Меч із далеку 彼方からの刃 |

| - 150. Меч, що повернувся 今ひとたびの剣 - 151. Титул неперевершеною 無二の称号 - 152. Поклик долі 宿命が呼ぶ声 - 153. Тягар 背負いしもの - 154. Сила і душа 力と心 - 155. Доказ життя 生の証 | Назва тому - Воїни з срібними очима 銀眼の戦士たち |